# Mansalay
Mansalay é um município de  segunda classe de renda municipal (d) na província Oriental Mindoro, nas Filipinas. De acordo com o censo de 1 de maio  de  2020 possui uma população de 59 114 pessoas e 13 332 domicílios.